# Liste von Maßeinheiten, die nach Wissenschaftlern benannt wurden
Diese Zusammenstellung listet Maßeinheiten und Kennzahlen auf, die nach Wissenschaftlern benannt wurden.
Zu den nach Max Planck benannten Einheiten, siehe Planck-Einheiten.
Für nach Wissenschaftlern benannte Konstanten, die nicht in die beiden untenstehenden Listen gehören, siehe Physikalische Konstante.

## Liste von Maßeinheiten
In der folgenden Liste sind die Einheiten nach folgendem System farbig hinterlegt:
_ grün: SI-Einheiten und zur Verwendung mit dem SI zugelassene Einheiten
_ hellorange: CGS-Einheiten
_ weiß: sonstige (mehr oder weniger) gebräuchliche Einheiten
_ grau: Einheiten, die nie wirklich verwendet wurden (‡) oder mittlerweile völlig ungebräuchlich sind (†)
| Maßeinheit                      | Symbol                  | Gebrauch für                                                                                        | Personenname                             | zur Person                                                            | Lebenszeit          |
| ------------------------------- | ----------------------- | --------------------------------------------------------------------------------------------------- | ---------------------------------------- | --------------------------------------------------------------------- | ------------------- |
| Ampere                          | A                       | Elektrische Stromstärke                                                                             | André-Marie Ampère                       | französischer Mathematiker, Physiker                                  | 1775–1836           |
| Becquerel                       | Bq                      | Aktivität einer radioaktiven Substanz                                                               | Henri Becquerel                          | französischer Physiker                                                | 1852–1908           |
| Bel                             | B                       | Verhältnis zweier Größen der gleichen Art bei Pegeln und Maßen                                      | Alexander Graham Bell                    | US-amerikanischer Erfinder                                            | 1847–1922           |
| Grad Celsius                    | °C                      | Temperatur                                                                                          | Anders Celsius                           | schwedischer Naturforscher                                            | 1701–1744           |
| Coulomb                         | C                       | Elektrische Ladung                                                                                  | Charles Augustin de Coulomb              | französischer Physiker                                                | 1736–1806           |
| Dalton                          | Da                      | Atomare Masse                                                                                       | John Dalton                              | englischer Chemiker, Physiker                                         | 1766–1844           |
| Farad                           | F                       | Elektrische Kapazität                                                                               | Michael Faraday                          | englischer Physiker                                                   | 1791–1867           |
| Gray                            | Gy                      | Energiedosis                                                                                        | Louis Harold Gray                        | britischer Physiker                                                   | 1905–1965           |
| Henry                           | H                       | Induktivität                                                                                        | Joseph Henry                             | US-amerikanischer Physiker                                            | 1797–1878           |
| Hertz                           | Hz                      | Frequenz                                                                                            | Heinrich Hertz                           | deutscher Physiker                                                    | 1857–1894           |
| Joule                           | J                       | Energie, Arbeit, Wärmemenge                                                                         | James Prescott Joule                     | französisch-englischer Physiker                                       | 1818–1889           |
| Kelvin                          | K                       | Temperatur                                                                                          | William Thomson, Lord Kelvin             | englischer Physiker                                                   | 1824–1907           |
| Neper                           | Np                      | Verhältnis zweier Größen der gleichen Art bei Pegeln und Maßen                                      | John Napier                              | schottischer Mathematiker                                             | 1550–1617           |
| Newton                          | N                       | Kraft                                                                                               | Isaac Newton                             | englischer Mathematiker, Physiker                                     | 1643–1727           |
| Ohm                             | Ω                       | Elektrischer Widerstand                                                                             | Georg Simon Ohm                          | deutscher Physiker                                                    | 1787–1845           |
| Pascal                          | Pa                      | Druck                                                                                               | Blaise Pascal                            | französischer Mathematiker, Physiker                                  | 1623–1662           |
| Siemens                         | S                       | Elektrischer Leitwert                                                                               | Werner von Siemens                       | deutscher Ingenieur                                                   | 1816–1892           |
| Sievert                         | Sv                      | Äquivalentdosis                                                                                     | Rolf Sievert                             | schwedischer Mediziner, Physiker                                      | 1896–1966           |
| Tesla                           | T                       | Magnetische Flussdichte                                                                             | Nikola Tesla                             | jugoslawischer Physiker, Elektrotechniker                             | 1858–1943           |
| Volt                            | V                       | Elektrische Spannung                                                                                | Alessandro Volta                         | italienischer Physiker                                                | 1745–1827           |
| Watt                            | W                       | Leistung                                                                                            | James Watt                               | englischer Ingenieur                                                  | 1736–1819           |
| Weber                           | Wb                      | Magnetischer Fluss                                                                                  | Wilhelm Weber                            | deutscher Physiker                                                    | 1804–1891           |
| Biot                            | Bi                      | Elektrische Stromstärke                                                                             | Jean-Baptiste Biot                       | französischer Physiker                                                | 1747–1862           |
| Buckingham                      | B                       | Elektrisches Quadrupolmoment                                                                        | Amyand David Buckingham                  | australischer Chemiker                                                | 1930–2021           |
| Debye                           | D                       | Elektrisches Dipolmoment                                                                            | Peter Debye                              | niederländischer Physiker, Chemiker                                   | 1884–1966           |
| Franklin                        | Fr                      | Elektrische Ladung                                                                                  | Benjamin Franklin                        | US-amerikanischer Naturforscher, Erfinder                             | 1706–1790           |
| Gal                             | Gal                     | (Fall-)Beschleunigung                                                                               | Galileo Galilei                          | italienischer Physiker, Astronom                                      | 1564–1642           |
| Gauß                            | G, Gs                   | Magnetische Flussdichte                                                                             | Carl Friedrich Gauß                      | deutscher Mathematiker, Physiker, Astronom                            | 1777–1855           |
| Gilbert                         | Gb                      | Magnetische Spannung                                                                                | William Gilbert                          | englischer Arzt, Physiker                                             | 1540–1603           |
| Kayser                          | kayser                  | Wellenzahl                                                                                          | Heinrich Kayser                          | deutscher Physiker                                                    | 1853–1940           |
| Maxwell                         | Mx                      | Magnetischer Fluss                                                                                  | James Clerk Maxwell                      | schottischer Physiker                                                 | 1831–1879           |
| Oersted                         | Oe                      | Magnetische Feldstärke                                                                              | Hans Christian Ørsted                    | dänischer Physiker                                                    | 1777–1851           |
| Poise                           | P                       | Dynamische Viskosität                                                                               | Jean Léonard Marie Poiseuille            | französischer Physiker                                                | 1797–1869           |
| Rayl                            |                         | Spezifische Schallimpedanz                                                                          | John Rayleigh                            | englischer Physiker                                                   | 1842–1919           |
| Stokes                          | St                      | Kinematische Viskosität                                                                             | George Gabriel Stokes                    | englischer Mathematiker, Physiker                                     | 1819–1903           |
| Albert                          | Alb                     | Photosynthetisch aktive Strahlung                                                                   | Albert Einstein                          | deutscher Physiker                                                    | 1879–1955           |
| Amagat                          | amg                     | Teilchendichte von Gasen                                                                            | Émile Amagat                             | französischer Physiker                                                | 1841–1915           |
| Ångström                        | Å                       | Länge (auf atomarer Ebene, Lichtwellenlänge)                                                        | Anders Ångström                          | schwedischer Physiker                                                 | 1814–1874           |
| Grad Balling                    | °Bg, °Bal, °Blg         | Zuckergehalt                                                                                        | Karl Josef Napoleon Balling              | österreichisch-böhmischer Chemiker                                    | 1805–1868           |
| Bark                            | Bark                    | Psychoakustische Skala für die wahrgenommene Tonhöhe (Tonheit)                                      | Heinrich Barkhausen                      | deutscher Physiker                                                    | 1881–1956           |
| Grad Barkometer, Grad Eitner    | °Bk, °Bark              | Lederindustrie: relative Dichte von Gerbebrühen                                                     | Wilhelm Eitner                           | österreichischer Chemiker                                             | 1842–1921           |
| Barrer                          |                         | Gaspermeabilität von Stoffen                                                                        | Richard Barrer                           | neuseeländischer Chemiker                                             | 1910–1996           |
| Baud                            | Bd                      | Nachrichtentechnik: Symbolrate                                                                      | Émile Baudot                             | französischer Telegrafenbeamter                                       | 1845–1903           |
| Bergeron                        |                         | Druckabfall (Meteorologie)                                                                          | Tor Bergeron                             | schwedischer Meteorologe                                              | 1891–1977           |
| Bethe                           | B                       | Energie (von Supernovae)                                                                            | Hans Bethe                               | deutsch-amerikanischer Physiker                                       | 1905–2005           |
| Biot                            |                         | optische Rotationsenergie                                                                           | Jean-Baptiste Biot                       | französischer Physiker                                                | 1747–1862           |
| Brewster                        | B                       | Spannungsoptische Empfindlichkeit                                                                   | David Brewster                           | schottischer Physiker                                                 | 1781–1868           |
| Brinellhärte                    | HB, HB                  | Härte von Werkstoffen                                                                               | Johan August Brinell                     | schwedischer Ingenieur                                                | 1849–1925           |
| Grad Brix                       | °Brix, °Bx, Brix, %Brix | Relative Dichte von Flüssigkeiten                                                                   | Adolf Brix                               | österreichisch-deutscher Wissenschaftler                              | 1798–1870           |
| Bubnoff-Einheit                 | B                       | Geschwindigkeit geologischer Vorgänge                                                               | Serge von Bubnoff                        | deutsch-russischer Geotektoniker                                      | 1888–1957           |
| Centimorgan                     | cM                      | Genetik: Wahrscheinlichkeit einer Rekombination                                                     | Thomas Hunt Morgan                       | US-amerikanischer Zoologe, Genetiker                                  | 1866–1945           |
| Charrière                       | Ch, Char                | Äußerer Umfang von Kanülen und Kathetern                                                            | Joseph-Frédéric-Benoît Charrière         | französischer Instrumenten-, Apparatebauer                            | 1803–1876           |
| Grad Clark                      | °e                      | Wasserhärte                                                                                         | Thomas Clark                             | schottischer Chemiker                                                 | 1801–1867           |
| Curie                           | Ci                      | Aktivität einer radioaktiven Substanz                                                               | Pierre Curie, Marie Curie                | französischer Physiker; polnisch-französische Physikerin              | 1859–1906 1867–1934 |
| Daraf                           | daraf                   | Elastanz                                                                                            | Michael Faraday                          | englischer Physiker                                                   | 1791–1867           |
| Darcy                           | D                       | Permeabilität                                                                                       | Henry Darcy                              | französischer Ingenieur                                               | 1803–1856           |
| Darwin                          | d                       | Evolutionsforschung: Änderung von Merkmalen                                                         | Charles Darwin                           | britischer Naturforscher                                              | 1809–1882           |
| Didot-Punkt                     | Pt, p                   | Schriftgröße                                                                                        | François Ambroise Didot                  | französischer Schriftgießer                                           | 1730–1804           |
| Dobson-Einheit                  | DU                      | Stärke der Ozonschicht                                                                              | Gordon Dobson                            | britischer Physiker, Meteorologe                                      | 1889–1976           |
| Grad Dornic                     | °D                      | Säuregrad von Milch                                                                                 | Pierre Dornic                            | französischer Agraringenieur                                          | 1864–1933           |
| Einstein                        | E                       | Photonenzahl                                                                                        | Albert Einstein                          | deutscher Physiker                                                    | 1879–1955           |
| Erlang                          | Erl, erl                | Verkehrswert in einem Kommunikationsnetz                                                            | Agner Krarup Erlang                      | dänischer Mathematiker, Ingenieur                                     | 1878–1929           |
| Grad Fahrenheit                 | °F                      | Temperatur                                                                                          | Gabriel Daniel Fahrenheit                | deutscher Physiker                                                    | 1686–1736           |
| Fermi                           | fm                      | Länge (in der Kernphysik)                                                                           | Enrico Fermi                             | italienischer Kernphysiker                                            | 1901–1954           |
| Footlambert                     | ft.la. oder ft.L        | Leuchtdichte                                                                                        | Johann Heinrich Lambert                  | schweizerisch-elsässischer Mathematiker, Logiker, Physiker            | 1727–1777           |
| Gibbs                           | gibbs                   | Molare Oberflächenkonzentration                                                                     | Josiah Willard Gibbs                     | US-amerikanischer Physiker                                            | 1839–1903           |
| Grad Gay-Lussac                 | °GL                     | Alkoholgehalt                                                                                       | Joseph Louis Gay-Lussac                  | französischer Chemiker, Physiker                                      | 1778–1850           |
| Goeppert-Mayer                  | GM                      | Zwei-Photonen-Wirkungsquerschnitt eines Materials                                                   | Maria Goeppert-Mayer                     | deutsch-amerikanische Physikerin                                      | 1906–1972           |
| Hounsfield-Einheit              | HU                      | Computertomographie: Abschwächung von Röntgenstrahlung in Geweben                                   | Godfrey Hounsfield                       | englischer Elektrotechniker                                           | 1919–2004           |
| Jansky                          | Jy                      | Radioastronomie: Spektrale Flussdichte                                                              | Karl Guthe Jansky                        | US-amerikanischer Radioastronom                                       | 1905–1950           |
| Kunitz                          |                         | Biochemie: Konzentration/Aktivität der Ribonukleasen-Enzyme, die mit der Ribonukleinsäure reagieren | Moses Kunitz                             | russisch-amerikanischer Biochemiker                                   | 1887–1987           |
| Lambert                         | la                      | Leuchtdichte                                                                                        | Johann Heinrich Lambert                  | schweizerisch-elsässischer Mathematiker, Logiker, Physiker            | 1728–1777           |
| Langley                         | lan, ly                 | Bestrahlung                                                                                         | Samuel Pierpont Langley                  | US-amerikanischer Astrophysiker                                       | 1834–1906           |
| Langmuir                        | L                       | Dosis in der Oberflächenchemie                                                                      | Irving Langmuir                          | US-amerikanischer Chemiker, Physiker                                  | 1881–1957           |
| Grad Lintner                    | °L                      | Brauwesen: Fähigkeit von Malzenzymen, Stärke zu Zucker zu reduzieren                                | Karl Lintner                             | deutscher Chemiker                                                    | 1855–1926           |
| Mach                            | Ma                      | Geschwindigkeit                                                                                     | Ernst Mach                               | österreichischer Physiker                                             | 1838–1916           |
| Mho                             | ℧                       | Elektrischer Leitwert                                                                               | Georg Simon Ohm                          | deutscher Physiker                                                    | 1787–1845           |
| Grad Oechsle                    | °Oe                     | Mostgewicht als Dichte des Traubenmost                                                              | Ferdinand Oechsle                        | deutscher Erfinder, Mechaniker                                        | 1774–1852           |
| Grad Plato                      | °P                      | Stammwürzegehalt                                                                                    | Fritz Plato                              | deutscher Chemiker                                                    | 1858–1938           |
| Grad Rankine                    | °Ra, °R                 | Temperatur                                                                                          | William Rankine                          | schottischer Physiker, Ingenieur                                      | 1820–1872           |
| Rayleigh                        | R                       | Intensität der Emissionsraten für Nachthimmellicht                                                  | Robert Rayleigh                          | englischer Physiker                                                   | 1875–1947           |
| Reyn                            | Reyn                    | Dynamische Viskosität                                                                               | Osborne Reynolds                         | britischer Physiker                                                   | 1842–1912           |
| Richter-Magnitude               | ML                      | Seismografische Messung von Bodenwellen                                                             | Charles Francis Richter                  | US-amerikanischer Seismologe                                          | 1900–1935           |
| Rockwell                        | HR                      | Härte von Werkstoffen                                                                               | Stanley Rockwell                         | US-amerikanischer Ingenieur, Firmengründer                            | 1886–1940           |
| Röntgen                         | R                       | Ionendosis                                                                                          | Wilhelm Conrad Röntgen                   | deutscher Physiker                                                    | 1845–1923           |
| Rydberg                         | Ry                      | Energie                                                                                             | Johannes Rydberg                         | schwedischer Physiker                                                 | 1854–1919           |
| Sabin                           |                         | Schallabsorption                                                                                    | Wallace Clement Sabine                   | US-amerikanischer Physiker                                            | 1868–1919           |
| Savart                          | s                       | Musik: Frequenzverhältnis                                                                           | Félix Savart                             | französischer Physiker, Arzt                                          | 1791–1841           |
| Schwinger                       | Sch                     | Brillanz                                                                                            | Julian Schwinger                         | US-amerikanischer Physiker                                            | 1918–1994           |
| Scoville-Grad                   | SCU, SHU                | Schärfe von Chili, Capsaicin-Gehalt                                                                 | Wilbur Scoville                          | US-amerikanischer Pharmakologe                                        | 1865–1942           |
| Shannon                         | Sh                      | Informationsgehalt                                                                                  | Claude Shannon                           | US-amerikanischer Mathematiker, Elektrotechniker                      | 1916–2001           |
| Soxhlet-Henkel-Zahl             | SHZ, °SH                | Säuregrad von Milch                                                                                 | Franz Soxhlet; Theodor Ludwig von Henkel | deutscher Agrikulturchemiker; deutscher Pionier der Milchwissenschaft | 1848–1926 1855–1934 |
| Svedberg                        | S, Sv                   | Sedimentationskoeffizient                                                                           | The Svedberg                             | schwedischer Chemiker                                                 | 1884–1971           |
| Sverdrup                        | Sv                      | Ozeanographie: Volumenstrom                                                                         | Harald Ulrik Sverdrup                    | norwegischer Ozeanograph                                              | 1888–1957           |
| Talbot                          | T                       | Lichtmenge                                                                                          | William H. F. Talbot                     | englischer Physiker, Chemiker                                         | 1800–1877           |
| Grad Thörner                    | °Th                     | Säuregrad von Milch                                                                                 | Wilhelm Thörner                          | deutscher Chemiker                                                    | 1850–1920           |
| Torr                            | Torr                    | Druck                                                                                               | Evangelista Torricelli                   | italienischer Physiker                                                | 1608–1647           |
| Townsend                        | Td                      | Reduzierte elektrische Feldstärke                                                                   | John Sealy Townsend                      | irisch-britischer Physiker                                            | 1868–1957           |
| Troland                         | trol, Td, td            | Pupillenlichtstärke                                                                                 | Leonard Troland                          | US-amerikanischer Forscher                                            | 1889–1932           |
| Grad Windisch-Kolbach           | °WK                     | Brauwesen: Fähigkeit von Malzenzymen, Stärke zu Zucker zu reduzieren                                | Wilhelm Windisch; Paul Kolbach           | deutscher Chemiker; luxemburgischer Brauwissenschaftler               | 1860–1944 1894–1974 |
| Abbe ‡                          | Abbe                    | Ortsfrequenz                                                                                        | Ernst Abbe                               | deutscher Physiker                                                    | 1840–1905           |
| Grad Bates †                    | °Bates                  | Relative Dichte von Flüssigkeiten                                                                   | Frederick John Bates                     | US-amerikanischer Chemiker                                            | 1877–1956           |
| Grad Baumé †                    | °Bé                     | Relative Dichte von Flüssigkeiten                                                                   | Antoine Baumé                            | französischer Chemiker, Pharmazeut                                    | 1728–1804           |
| Grad Beck †                     | °Beck                   | Relative Dichte von Flüssigkeiten                                                                   | Philipp Friedrich Beck                   | deutscher Apotheker                                                   | 1768–1821           |
| Berk †                          | berk                    | Geopotential                                                                                        | Vilhelm Bjerknes                         | norwegischer Geophysiker                                              | 1862–1951           |
| Grad Bischoff †                 | °Bischoff               | Dichte von Milch                                                                                    | ?                                        | ?                                                                     | ?                   |
| Blondel ‡                       | blondel                 | Leuchtdichte                                                                                        | André-Eugène Blondel                     | französischer Physiker                                                | 1863–1938           |
| Carcel †                        |                         | Lichtstärke                                                                                         | Bertrand Guillaume Carcel                | französischer Uhrmacher                                               | 1750–1812           |
| Grad Cartier †                  |                         | Relative Dichte von Flüssigkeiten                                                                   | Jean-François Cartier                    | französischer Erfinder                                                | ?                   |
| Chad †                          |                         | Neutronenfluss                                                                                      | James Chadwick                           | englischer Physiker                                                   | 1891–1974           |
| Clausius †                      | Cl                      | Entropie                                                                                            | Rudolf Clausius                          | deutscher Physiker                                                    | 1822–1888           |
| Daniell †                       |                         | Elektrische Spannung                                                                                | John Frederic Daniell                    | britischer Chemiker                                                   | 1790–1845           |
| Grad Delisle †                  | °De, °D                 | Temperatur                                                                                          | Joseph-Nicolas Delisle                   | französischer Astronom, Kartograph                                    | 1688–1768           |
| Engler-Grad †                   | E, °E                   | Viskosität                                                                                          | Carl Engler                              | deutscher Chemiker                                                    | 1842–1925           |
| Eötvös †                        | E                       | Schweregradient                                                                                     | Loránd Eötvös                            | ungarischer Physiker                                                  | 1848–1919           |
| Faraday †                       |                         | Elektrische Ladungsmenge                                                                            | Michael Faraday                          | englischer Physiker                                                   | 1791–1867           |
| Finsen-Einheit †                | FE                      | Medizin: Strahlungsintensität von UV-Licht                                                          | Niels Ryberg Finsen                      | färöisch-dänischer Arzt                                               | 1860–1904           |
| Grad Fleischer †                |                         | Relative Dichte von Flüssigkeiten                                                                   | Emil Fleischer                           | deutscher Chemiker                                                    | 1843–1928           |
| Fournier-Punkt †                |                         | Schriftgröße                                                                                        | Pierre Simon Fournier                    | französischer Typograf                                                | 1712–1768           |
| Fraunhofer †                    |                         | Auflösung von Spektrallinien                                                                        | Joseph von Fraunhofer                    | deutscher Optiker und Physiker                                        | 1787–1826           |
| Fresnel ‡                       |                         | Frequenz                                                                                            | Augustin Jean Fresnel                    | französischer Physiker                                                | 1788–1827           |
| Gouy ‡                          |                         | Elektrokinetisches Potential                                                                        | Louis Georges Gouy                       | französischer Physiker                                                | 1854–1926           |
| Hartley †                       | Hart                    | Informationsgehalt                                                                                  | Ralph Hartley                            | US-amerikanischer Elektroingenieur                                    | 1888–1970           |
| Hefnerkerze †                   | HK                      | Lichtstärke                                                                                         | Friedrich von Hefner-Alteneck            | deutscher Ingenieur                                                   | 1845–1904           |
| Helmholtz ‡                     |                         | Elektrisches Doppelschichtmoment                                                                    | Hermann von Helmholtz                    | deutscher Physiker, Physiologe                                        | 1821–1894           |
| Herschel ‡                      |                         | Leuchtdichte                                                                                        | Wilhelm Herschel                         | deutsch-britischer Astronom                                           | 1738–1822           |
| Jacobische Knallgaseinheit †    |                         | Elektrische Stromstärke                                                                             | Moritz Hermann Jacobi                    | deutsch-russischer Physiker, Ingenieur                                | 1801–1874           |
| Jacobische Widerstandseinheit † |                         | Elektrischer Widerstand                                                                             | Moritz Hermann Jacobi                    | deutsch-russischer Physiker, Ingenieur                                | 1801–1874           |
| Lenz ‡                          | lenz                    | Magnetische Feldstärke                                                                              | Heinrich Friedrich Emil Lenz             | deutsch-baltischer Physiker                                           | 1804–1865           |
| Leo ‡                           | leo                     | Beschleunigung                                                                                      | Galileo Galilei                          | italienischer Physiker, Astronom                                      | 1564–1642           |
| Lorentz †                       |                         | Atomare Spektroskopie: Spektralauflösung                                                            | Hendrik Antoon Lorentz                   | niederländischer Physiker                                             | 1853–1928           |
| Mache-Einheit †                 | ME                      | Konzentration von Radium                                                                            | Heinrich Mache                           | österreichischer Physiker                                             | 1876–1954           |
| Grad MacMichael †               | °McM, °M                | Schokoladenindustrie: Viskosität                                                                    | Ross F. MacMichael                       | US-amerikanischer Erfinder                                            | ?                   |
| Mayer ‡                         |                         | Wärmekapazität                                                                                      | Julius Robert von Mayer                  | deutscher Arzt, Physiker                                              | 1814–1878           |
| Grad Newton †                   | °N                      | Temperatur                                                                                          | Isaac Newton                             | englischer Mathematiker, Physiker                                     | 1643–1727           |
| Akustisches Ohm ‡               |                         | Akustische Impedanz                                                                                 | Georg Simon Ohm                          | deutscher Physiker                                                    | 1787–1845           |
| Kalorisches Ohm ‡               |                         | Wärmewiderstand                                                                                     | Georg Simon Ohm                          | deutscher Physiker                                                    | 1787–1845           |
| Mechanisches Ohm ‡              | mech Ω                  | Mechanische Impedanz                                                                                | Georg Simon Ohm                          | deutscher Physiker                                                    | 1787–1845           |
| Planck ‡                        | Pl                      | Drehimpuls                                                                                          | Max Planck                               | deutscher Physiker                                                    | 1858–1947           |
| Poiseuille †                    | Pl                      | Dynamische Viskosität                                                                               | Jean Léonard Marie Poiseuille            | französischer Physiker                                                | 1797–1869           |
| Grad Pollak †                   | °Pollak                 | Brauwesen: Fähigkeit von Malzenzymen, Stärke zu Zucker zu reduzieren                                | Alfred Pollak                            | österreichischer Chemiker                                             | ?                   |
| Poncelet †                      | p                       | Leistung                                                                                            | Jean Victor Poncelet                     | französischer Ingenieur, Mathematiker                                 | 1788–1867           |
| Preece †                        | Preece                  | Spezifischer Widerstand                                                                             | William Henry Preece                     | walisischer Elektroingenieur, Erfinder                                | 1834–1913           |
| Prout †                         | Prout                   | Kernbindungsenergie                                                                                 | William Prout                            | englischer Arzt, Chemiker                                             | 1785–1850           |
| Grad Quevenne †                 | °Q                      | Relative Dichte von Milch                                                                           | Théodore-Auguste Quevenne                | französischer Chemiker                                                | 1806–1855           |
| Ray ‡                           |                         | Akustische Impedanz                                                                                 | John Rayleigh                            | englischer Physiker                                                   | 1842–1919           |
| Grad Réaumur †                  | °R                      | Temperatur                                                                                          | René-Antoine Ferchault de Réaumur        | französischer Physiker                                                | 1683–1757           |
| Grad Rømer †                    | °Rø                     | Temperatur                                                                                          | Ole Rømer                                | dänischer Astronom                                                    | 1644–1710           |
| Rowland †                       | Rowland                 | Wellenlänge, vor allem in der Spektroskopie                                                         | Henry Augustus Rowland                   | US-amerikanischer Physiker                                            | 1848–1901           |
| Rutherford ‡                    | Rd                      | Aktivität einer radioaktiven Substanz                                                               | Ernest Rutherford                        | neuseeländischer Physiker                                             | 1871–1937           |
| Grad Scheiner †                 | °Sch                    | Lichtempfindlichkeit von Fotomaterial                                                               | Julius Scheiner                          | deutscher Astronom, Erfinder                                          | 1858–1913           |
| Siegbahn-Einheit †              | XE                      | Wellenlänge von Röntgen- und Gammastrahlen                                                          | Manne Siegbahn                           | schwedischer Physiker                                                 | 1886–1978           |
| Siemens-Einheit †               | SE                      | Elektrischer Widerstand                                                                             | Werner von Siemens                       | deutscher Ingenieur                                                   | 1816–1892           |
| Grad Sikes †                    | °Sikes                  | Alkoholgehalt                                                                                       | Bartholomew Sikes                        | britischer Erfinder                                                   | ?–1803              |
| Grad Spendrup †                 | °Spd                    | Alkoholgehalt                                                                                       | Peter Mathias Spendrup                   | dänischer Branntweinbrenner                                           | 1747–1828           |
| Grad Stoppani †                 | °Stoppani               | Relative Dichte                                                                                     | Franz Nikolaus Stoppani                  | deutscher Instrumentenbauer                                           | 1768–1822           |
| Sturgeon ‡                      |                         | Magnetischer Widerstand                                                                             | William Sturgeon                         | englischer Physiker, Erfinder                                         | 1783–1850           |
| Grad Tralles †                  | °Tralles                | Relative Dichte (Bestimmung des Alkoholgehaltes)                                                    | Johann Georg Tralles                     | deutscher Physiker                                                    | 1763–1822           |
| Grad Twaddle (Twaddell) †       | °Tw                     | Relative Dichte von Flüssigkeiten                                                                   | William Twaddle (Twaddell)               | schottischer Hersteller wissenschaftlicher Instrumente                | ?                   |
| Varley-Einheit †                |                         | Elektrischer Widerstand                                                                             | Cromwell Fleetwood Varley                | englischer Ingenieur                                                  | 1828–1883           |
| Violle-Einheit †                |                         | Lichtstärke                                                                                         | Jules Violle                             | französischer Physiker                                                | 1841–1923           |
| Wheatstone †                    |                         | Elektrischer Widerstand                                                                             | Charles Wheatstone                       | britischer Physiker                                                   | 1802–1875           |

## Liste von Kennzahlen
| Kennzahl                           | Kürzel | Gebrauch für | Personenname                                 | zur Person                                        | Lebenszeit              |
| ---------------------------------- | ------ | --- | -------------------------------------------- | ------------------------------------------------- | ----------------------- |
| Abbe-Zahl                          | v      | Größe zur Charakterisierung der optischen dispersiven Eigenschaften von optischen Gläsern                                                                        | Ernst Abbe                                   | deutscher Physiker                                | 1840–1905               |
| Archimedes-Zahl                    | Ar     | Kennzahl des Verhältnisses von Auftriebskraft zu Reibungskraft                                                                                                   | Archimedes von Syrakus                       | griechischer Mathematiker, Physiker, Ingenieur    | 287 v. Chr.–212 v. Chr. |
| Bodenstein-Zahl                    | Bo     | dimensionslose Kennzahl aus der Reaktionstechnik | Max Bodenstein                               | deutscher Physikochemiker                         | 1871–1942               |
| Brinkman-Zahl                      | Br     | Verhältnis der durch Reibung entstandenen Wärme zur Fähigkeit des Fluids, diese Wärme abzuleiten                                                                 | Henri Brinkman                               | niederländischer Physiker                         | 1908–1961               |
| Bunsenscher Absorptionskoeffizient | α, αV  | Volumenanteil eines Gases, der bei einem mit dem Normdruck übereinstimmenden Partialdruck im physikalischen Normzustand durch einen anderen Stoff absorbiert ist | Robert Bunsen                                | deutscher Chemiker                                | 1811–1899               |
| Clarke-Wert                        |        | in der Geochemie der mittlere Massenanteil eines chemischen Elementes an der Zusammensetzung der Lithosphäre                                                     | Frank Wigglesworth Clarke                    | US-amerikanischer Geologe und Chemiker            | 1847–1931               |
| Colburn-Zahl                       | J      | Wärmeübertragung von viskosen Fluiden bei freier und erzwungener Konvektion                                                                                      | Allan Philip Colburn                         | US-amerikanischer Chemieingenieur                 | 1904–1955               |
| Curie-Temperatur                   | TC, ϑC | Temperatur, bei deren Erreichen ferromagnetische Eigenschaften eines Materials verschwinden                                                                      | Pierre Curie                                 | französischer Physiker                            | 1859–1906               |
| Damköhler-Zahl                     | Da     | dimensionslose Kennzahl der chemischen Reaktionstechnik | Gerhard Damköhler                            | deutscher Chemiker                                | 1908–1944               |
| Dean-Zahl                          | De     | Kennzahl aus der Strömungsmechanik zur Beschreibung der Strömung                                                                                                 | William Reginald Dean                        | britischer Mathematiker                           | 1896–1973               |
| Debye-Temperatur                   | ΘD     | materialabhängiger Parameter in der Festkörperphysik | Peter Debye                                  | niederländischer Physiker, Chemiker               | 1884–1966               |
| Eckert-Zahl                        | Ec     | Wärmebestimmung an Grenzflächen | Ernst Eckert                                 | österreichisch-amerikanischer Strömungsmechaniker | 1904–2004               |
| Ekman-Zahl                         | Ek     | Geophysik: Verhältnis von viskosen Kräften und Coriolis-Kraft | Vagn Walfrid Ekman                           | schwedischer Physiker, Ozeanograph                | 1874–1954               |
| Euler-Zahl                         | Eu     | Kennzahl der Ähnlichkeitstheorie in der Strömungslehre | Leonhard Euler                               | Schweizer Mathematiker, Physiker                  | 1707–1783               |
| Fourier-Zahl                       | Fo     | Kennzahl zur Beschreibung von Problemen der instationären Wärmeleitung                                                                                           | Jean Baptiste Joseph Fourier                 | französischer Mathematiker, Physiker              | 1768–1830               |
| Fresnel-Zahl                       | F      | dimensionslose Kennzahl in der Optik, besonders bei der Beugung                                                                                                  | Augustin Jean Fresnel                        | französischer Physiker                            | 1788–1827               |
| Froude-Zahl                        | Fr     | Kennzahl für Verhältnis von Trägheitskräften zu Schwerekräften innerhalb eines hydrodynamischen Systems                                                          | William Froude                               | englischer Schiffbauingenieur, Forscher           | 1810–1879               |
| Fujita-Skala                       | F      | Schadensklassifikation für Starkwinderscheinungen | Tetsuya Theodore Fujita                      | japanischer Meteorologe                           | 1920–1998               |
| Galilei-Zahl                       | Ga     | Kennzahl in der Strömungslehre: Verhältnis von Gravitations- zu inneren Reibungskräften                                                                          | Galileo Galilei                              | italienischer Physiker, Astronom                  | 1564–1642               |
| Graetz-Zahl                        | Gz     | Kennzahl der erzwungenen Konvektion | Leo Graetz                                   | deutscher Physiker                                | 1856–1941               |
| Grashof-Zahl                       | Gr     | Kennzahl in der Strömungslehre | Franz Grashof                                | deutscher Ingenieur, Hochschullehrer              | 1826–1893               |
| Hagen-Zahl                         | Hg     | Kennzahl für erzwungene Strömung | Gotthilf Heinrich Ludwig Hagen               | deutscher Ingenieur Wasserbau                     | 1797–1884               |
| Hartmann                           | Ha     | Kennzahl von Fluiden | Julius Hartmann                              | dänischer Physiker                                | 1881–1951               |
| Hausner-Faktor                     | H      | Kennzahl zur Charakterisierung von Feststoffen (förmige bis stückige Schüttgüter und Haufwerke)                                                                  | Henry H. Hausner                             | österreichischer Pulvermetallurg                  | 1900–1995               |
| Helmholtz-Zahl                     | He     | Verhältnis einer charakteristischen Länge in der Akustik | Hermann von Helmholtz                        | deutscher Physiker, Physiologe                    | 1821–1894               |
| Henry-Konstante                    | kH     | Gasaufnahmefähigkeit einer Wasserphase/Lösung | William Henry                                | englischer Mediziner, Chemiker                    | 1774–1836               |
| Karlovitz-Zahl                     | Ka     | Verhältnis von Zeiten bei turbulenten Verbrennungsprozessen | Béla Karlovitz                               | ungarischer Physiker                              | 1904–2004               |
| Keulegan-Carpenter-Zahl            | KC     | Kennzahl zur Beschreibung von oszillierenden Strömungen | Garbis Hovannes Keulegan; Lloyd H. Carpenter | armenischer Mathematiker; ?                       | 1890–1989 ?             |
| Knoop                              | HK     | Werkstoffkennwert für Metalle | Frederick Knoop                              | US-amerikanischer Physiker, Ingenieur             | 1878–1943               |
| Knudsen-Zahl                       | Kn     | Kennzahl für die Dichte einer Gasströmung | Martin Knudsen                               | dänischer Physiker, Ozeanograph                   | 1871–1949               |
| Kolbachzahl                        |        | Verhältnis von löslichem Stickstoff im Bezug zur Gesamtstickstoffmenge in Braumalz                                                                               | Paul Kolbach                                 | luxemburgischer Brauwissenschaftler               | 1894–1974               |
| Landé-Faktor                       | g      | Verhältnis des gemessenen magnetischen Moments eines Atoms, Atomkerns, Teilchens                                                                                 | Alfred Landé                                 | deutscher Physiker                                | 1888–1976               |
| Laval-Zahl                         | M*     | Ähnlichkeitskennzahl der Gasdynamik | Gustav de Laval                              | schwedischer Ingenieur, Erfinder                  | 1845–1913               |
| Lewis-Zahl                         | Le     | Verhältnis von Wärmeleitung zu Diffusion bei Wärme- und Stoffübertragung                                                                                         | Warren Kendall Lewis                         | US-amerikanischer Chemieingenieur                 | 1882–1975               |
| Lorenz-Zahl                        | L      | Verhältnis von Wärmeleitung und elektronischer Leitung | Ludvig Lorenz                                | dänischer Physiker                                | 1829–1891               |
| Markstein-Zahl                     | M, Ma  | Verhältnis der Markstein-Länge zur Flammendicke | George H. Markstein                          | Chemiker                                          | 1911–2011               |
| Nußelt-Zahl                        | Nu     | Kennzahl Wärmeübergangszahl | Wilhelm Nußelt                               | deutscher Physiker                                | 1882–1957               |
| Ohnesorge-Zahl                     | Oh     | Zähigkeitseinfluss bei der Deformation von Tropfen und Blasen | Wolfgang von Ohnesorge                       | deutscher Physiker                                | 1901–1976               |
| Ostwald-Koeffizient                | L      | Löslichkeitskoeffizient | Wilhelm Ostwald                              | deutscher Chemiker                                | 1853–1932               |
| Péclet-Zahl                        | Pe     | Kennzahl bei Transportprozessen für das Verhältnis von advektiven zu diffusiven Flüssen                                                                          | Jean Claude Eugène Péclet                    | französischer Physiker                            | 1793–1857               |
| Prandtl-Zahl                       | Pr     | Kennzahl von Fluiden als Verhältnis zwischen Viskosität und Temperaturleitfähigkeit                                                                              | Ludwig Prandtl                               | deutscher Ingenieur                               | 1875–1953               |
| Reynolds-Zahl                      | Re     | Kennzahl in der Strömungslehre | Osborne Reynolds                             | britischer Physiker                               | 1842–1912               |
| Richardson-Zahl                    | Ri     | Kennzahl der Strömungslehre | Lewis Fry Richardson                         | britischer Mathematiker, Meteorologe              | 1881–1953               |
| Rossby-Zahl                        | Ro     | Kennzahl der Geophysik | Carl-Gustaf Rossby                           | schwedisch-amerikanischer Meteorologe             | 1898–1957               |
| Schmidt-Zahl                       | Sc     | Kennzahl für das Verhältnis von diffusivem Impulstransport zu diffusivem Stofftransport                                                                          | Ernst Heinrich Wilhelm Schmidt               | deutscher Thermodynamiker, Hochschullehrer        | 1892–1975               |
| Sherwood-Zahl                      | Sh     | Kennzahl der Thermodynamik zur Beschreibung des Stoffübergangs                                                                                                   | Thomas Kilgore Sherwood                      | US-amerikanischer Chemieingenieur                 | 1903–1976               |
| Shore-Härte                        |        | Werkstoffkennwert für Elastomere und Kunststoffe | Albert Shore                                 | US-amerikanischer Metalloge                       | 1876–1936               |
| Sieberg-Skala                      |        | Stärke untermeerischer Erdbeben | August Heinrich Sieberg                      | deutscher Geophysiker                             | 1875–1945               |
| Stanton-Zahl                       | St     | Maß für die relative Kühlintensität bei der Wärmeübertragung | Thomas Edward Stanton                        | britischer Ingenieur                              | 1865–1931               |
| Stefan-Zahl                        | St     | Verhältnis von fühlbarer Wärme zu latenter Wärme | Josef Stefan                                 | österreichischer Mathematiker, Physiker           | 1835–1893               |
| Strehl-Zahl                        | S      | Maß für die optische Qualität von Teleskopen und anderen optischen Instrumenten                                                                                  | Karl Strehl                                  | deutscher Physiker, Mathematiker                  | 1864–1940               |
| Strouhal-Zahl                      | Sr     | Kennzahl der Strömungsphysik | Vincent Strouhal                             | tschechischer Physiker                            | 1850–1922               |
| Taylor-Zahl                        | Ta     | Kennwert zur Beschreibung der Neigung zur Ausbildung von Taylor-Wirbeln                                                                                          | Geoffrey Ingram Taylor                       | britischer Angewandter Mathematiker, Physiker     | 1886–1975               |
| Thiele-Modul                       | φ      | Kennzahl und Beschreibung der Porendiffusion | Ernest W. Thiele                             | US-amerikanischer Chemieingenieur                 | 1895–1993               |
| Total Kjeldahl Nitrogen            | TKN    | Summe von organischem Stickstoff und Ammonium (NH4+) in einer Analysenprobe                                                                                      | Johan Kjeldahl                               | dänischer Chemiker                                | 1849–1900               |
| Thoma-Zahl                         | Th     | Kennzahl der Strömungsmechanik (Kavitationsverhalten) | Dieter Thoma                                 | deutscher Ingenieur                               | 1881–1942               |
| Verdet-Konstante                   | V      | Kennzahl der für die Stärke des Faraday-Effekts | Marcel Émile Verdet                          | französischer Physiker                            | 1824–1866               |
| Weissenberg-Zahl                   | Wi     | Kennzahl zur Beschreibung des viskoelastischen Stoffverhaltens von Fluiden                                                                                       | Karl Weissenberg                             | österreichischer Physiker                         | 1893–1976               |
| Wobbeindex                         | Wi, Ws | Charakterisierung der Qualität von Brenngasen | Goffredo Wobbe                               | italienischer Gasingenieur, Erfinder              | ??                      |